# تنیکی
تنیکی (انگلیسی: Teniky) یک محوطهٔ زمین‌شناسی و باستانی در پارک ملی ایسالو واقع در استان ایهورومبه در جنوب ماداگاسکار است. این مرکز کوهستانی در انزوای نسبی، بیش از ۲۰۰ کیلومتر (۱۲۰ مایل) از نزدیکترین ساحل واقع شده است. این محوطه به دلیل معماری منحصربه‌فرد خود که در صخره‌ها تراشیده شده است، قابل توجه است، که آن را بر خلاف سایر موارد موجود در ماداگاسکار و سواحل گسترده‌تر شرق آفریقا منحصر به فرد کرده است. این مجموعه مرموز نزدیک به ۸ کیلومتر مربع (۳٫۱ مایل مربع) مساحت دارد و شامل دیوارهای سنگی دقیق، معادن سنگ، تراس‌ها، طاقچه‌ها، تخته سنگ‌های تراش خورده و حوضچه‌های سنگی است.
قدمت رادیوکربنی زغال چوب که در سازه‌های دست‌ساز تازه کشف‌شده در این مکان یافت شد، قدمت آن‌ها را به قرن‌های ۱۰ تا ۱۲ میلادی می‌رساند. تکه‌های سفال چینی و آسیای جنوب شرقی که در تنیکی یافت شده‌اند، مربوط به قرن‌های ۱۱ تا ۱۴ میلادی است. مطالعه‌ای در سال ۲۰۲۴ روی طاقچه‌های صخره‌ای در تنیکی، نزدیک‌ترین شباهت‌های معماری آن‌ها را به عنوان طاقچه‌های زرتشتی هزاره اول در ایران، به‌ویژه در منطقه فارس شناسایی کرد و نشان داد که این مکان احتمالاً گورستانی بوده که توسط ساکنان زرتشتی ساخته شده است.

## موقعیت
محوطهٔ تنیکی فقط با پیاده‌روی در زمین‌های شیب دار و ناهموار قابل دسترسی است. سفری که محققان به آنجا داشتند، ۸ ساعت از نزدیکترین روستا در سال ۲۰۲۴ طول کشید. تنیکی در انزوای نسبی، بیش از ۲۰۰ کیلومتر (۱۲۰ مایل) از نزدیکترین ساحل واقع شده است. این محوطهٔ باستانی دارای «غارهای خوشه‌ای است که ورودی‌های آن تا حدی با دیوارهایی از سنگ‌های تراش خورده، مناطق مسطح با سنگ‌های پایه، حفاری‌های مصنوعی توخالی در پایه صخره‌ها، بلوک‌های سنگ‌تراشی شده و غیره بسته شده است». رودخانه ساهونافو از میان این مجموعه می‌گذرد. خوک بیشه و لمور در این منطقه فراوان است و رودخانه حاوی تعداد زیادی مارماهی است.

## خاستگاه معماری
معماری صخره‌ای در تنیکی شبیه هیچ مکان دیگری در ماداگاسکار یا سواحل گسترده‌تر شرق آفریقا نیست. موقعیت عمیق این محوطه در داخل سرزمین، سازندگان آن را به خصوص معمایی می‌کند، اگرچه وجود سرامیک‌های متعلق به چین و آسیای جنوب شرقی نشان دهنده مشارکت در شبکه‌های تجاری اقیانوس هند است. اولین انسان‌ها در ماداگاسکار احتمالاً در هزاره اول پس از میلاد آمده‌اند. به احتمال زیاد سازندگان تنیکی فرهنگ خود را از جای دیگری آورده‌اند نه اینکه آن را به‌طور مستقل در پایان هزاره اول توسعه دهند. این تیم بر اساس معماری صخره‌ای یافت شده در محوطه‌های باستان‌شناسی ایران - به عنوان مثال، طاقچه‌های سیراف - که نزدیک‌ترین سبک و تکنیکی موازی با معماری تنیکی است، فرض می‌کند که سازندگان تنیکی ساکنان زرتشتی بوده‌اند. سیراف در اواسط/اواخر هزاره اول یک بندر مهم در خلیج فارس بوده و کشتی‌های شرکت کننده در شبکه تجاری اقیانوس هند در آنجا پهلو می‌گرفتند. طاقچه‌های صخره ای با نیمکت‌های کنده کاری شده که برای نگهداری بقایای انسان به کار می‌رفت، توسط باستان شناسان به گنجه‌های زرتشتیان تعبیر شده است.

## نظریه گورستان زرتشتیان
بررسی تصاویر ماهواره ای در سال ۲۰۱۹ نشان داد که مجموعه باستان‌شناسی تنیکی بسیار بزرگتر از آنچه قبلاً شناخته شده بود، بوده است، تقریباً ۸ کیلومتر مربع (۳٫۱ مایل مربع) می‌باشد. پیش از این، تنها منطقه ۸ این مجموعه شناخته شده بود. این کشف، که شامل تراس‌ها، طاقچه‌ها، مسیرها و دیوارهای سنگی بود، نخستین بررسی‌های دقیق باستان‌شناسی را در این مکان انجام داد که از سال ۲۰۲۱ تا ۲۰۲۴ با کمک شش راهنمای محلی و ۱۵۰ باربر در آخرین اعزام انجام شد. تیم باستان شناسان، این محوطه را «بخشی از مجموعه باستان‌شناسی منسجمی می‌دانستند که توسط گروه خاصی از مردم که در حدود ۱۰۰۰ سال پیش در تنیکی زندگی می‌کردند، ساخته شده است.» مشخص نیست که سازندگان و ساکنان اصلی تنیکی چه مدت در این مکان سکونت داشته‌اند.
معماری صخره‌ای در تنیکی شبیه هیچ مکان دیگری در ماداگاسکار یا سواحل گسترده‌تر شرق آفریقا نیست. موقعیت عمیق این محوطه در داخل سرزمین، سازندگان آن را به خصوص معمایی می‌کند، اگرچه وجود سرامیک‌های چینی و آسیای جنوب شرقی نشان دهنده مشارکت در شبکه‌های تجاری اقیانوس هند است. باستان‌شناس Schreurs و همکاران با توجه به اینکه اولین انسان‌ها در ماداگاسکار احتمالاً در هزاره اول پس از میلاد آمده‌اند. به احتمال زیاد سازندگان تنیکی فرهنگ خود را از جای دیگری آورده‌اند نه اینکه آن را به‌طور مستقل در پایان هزاره اول توسعه داده باشند. این تیم بر اساس معماری صخره‌ای یافت شده در محوطه‌های باستان‌شناسی ایران - به عنوان مثال، طاقچه‌های سیراف (نزدیک بوشهر)- که نزدیک‌ترین سبک و تکنیکی موازی با معماری تنیکی است، فرض می‌کند که سازندگان تنیکی ساکنان زرتشتی بوده‌اند. سیراف در اواسط/اواخر هزاره اول یک بندر مهم در خلیج فارس بوده و کشتی‌های شرکت کننده در شبکه تجاری اقیانوس هند در آنجا پهلو می‌گرفتند. طاقچه‌های صخره ای با نیمکت‌های کنده کاری شده که برای نگهداری بقایای انسان از آن استفاده می‌شود، توسط باستان شناسان به عنوان استونه‌های زرتشتیان تعبیر شده است.
محققان شباهت‌های زیر را بین طاقچه‌های موجود در تنیکی و سیراف فهرست کردند:
طاقچه‌های بزرگ‌تر معمولاً با یک تقسیم نسبتاً باریک بین طاقچه‌های مجاور، در کنار یکدیگر قرار می‌گیرند که شکل ستونی را در نمای جلویی ایجاد می‌کند.
دهانه طاقچه‌های بزرگتر یا مستطیل شکل است یا قوسی با پایه صاف.
بین قاعده طاقچه و زمین همیشه فاصله عمودی وجود دارد، یعنی هیچ‌یک از طاقچه‌ها به زمین نمی‌رسد.
برخی از طاقچه‌های سنگ‌تراشی کوچک‌تر فرورفتگی‌هایی را نشان می‌دهند که نشان می‌دهد که ممکن است آن‌ها را بسته باشند.
این که دهانه‌های طاقچه‌ها در تنیکی هرگز به زمین نمی‌رسند با سنت تشییع جنازه زرتشتیان مطابقت دارد، که حکم می‌کند جسد آشکار ممکن است زمین را لمس نکند و باید از عوامل محافظت شود. طاقچه‌های بزرگ‌تر مانند دخمه‌های زرتشتی، جایی که اجساد در معرض دید قرار می‌گرفتند، و طاقچه‌های کوچک‌تر برای استودان‌های زرتشتی، جایی که استخوان‌ها در اتاق‌هایی که با تخته‌های چوبی یا سنگی بسته شده بود، قرار می‌گرفتند. سنگ‌های کنده کاری شده نیز ممکن است استودان بوده باشند. تنوع اندازه‌ها و سبک‌های استودان ممکن است با موقعیت‌های اجتماعی مختلف جسد مطابقت داشته باشد.
حوض‌ها و میزهای سنگی با فرورفتگی‌ها و دهانه‌های یافت شده در تنیکی نیز شباهت‌هایی را با حوض‌ها، میزها و فلات‌های زرتشتی مورد استفاده در مراسم آیینی، از جمله مواردی که در اتاق اورویساق مجموعه معبد معمولی زرتشتیان یافت می‌شود، نشان می‌دهد.
ناتان اندرسون، باستان‌شناس دیگر سکونتگاه‌های اولیه مالاگاسی، فرضیه زرتشتیان را «قانع کننده» می‌داند و می‌گوید: «وقتی واقعاً به داده‌ها نگاه می‌کنید، وقتی به معماری نگاه می‌کنید، به سختی می‌توان توضیح قابل قبول دیگری پیدا کرد. یکی از مشکلات این نظریه عدم وجود استخوان‌های انسان در تنیکی است. نویسندگان پیشنهاد می‌کنند که استخوان‌های باستانی ممکن است برای استفاده در جادوی آیینی توسط مردمان بعدی برداشته شده باشد. آرایش ظاهراً دفاعی دیوارها در تنیکی باعث می‌شود نویسندگان پیشنهاد کنند که این شهرک مورد حمله قرار گرفته است.